# Lüe
Lüe, nommée localement Luë, est une commune du Sud-Ouest de la France, située dans le département des Landes (région Nouvelle-Aquitaine). Ses habitants sont appelés les Luots et les Luottes. 
Lüe fait partie de la communauté de communes des Grands Lacs.

## Géographie

### Localisation
| - OpenStreetMap Limite communale. |

Lüe est située dans la forêt des Landes en pays de Born. 75 % de la superficie de la commune sont couverts de forêt.
Carrefour entre les routes D 626 et D 140 reliant Mimizan, Parentis-en-Born, Labouheyre et Escource, la commune se situe à vol d'oiseau à 24 km sud-ouest de Biscarrosse, à 24 km littoral de la Côte d'Argent, à 54 km nord-ouest de Mont-de-Marsan et à 57 km nord de Dax. Le Canteloup traverse la commune. Elle se situe à proximité de grands axes de circulation et communication (A63, du chemin de fer et de la gare de Labouheyre).

### Communes limitrophes
Les communes limitrophes sont  Escource, Labouheyre, Liposthey, Parentis-en-Born, Pontenx-les-Forges, Solférino et Ychoux.
| Parentis-en-Born   | Ychoux   | Liposthey (par un quadripoint) |
| Pontenx-les-Forges | Lüe      | Labouheyre                     |
|                    | Escource | Solférino                      |

### Climat
Pour des articles plus généraux, voir Climat de la Nouvelle-Aquitaine et Climat des Landes.
Historiquement, la commune est exposée à un climat océanique aquitain.  
En 2020, Météo-France publie une typologie des climats de la France métropolitaine dans laquelle la commune est exposée à un climat océanique et est dans la région climatique  Littoral charentais et aquitain, caractérisée par une pluviométrie élevée en automne et en hiver, un bon ensoleillement, des hiver doux (6,5 °C), soumis à la brise de mer.
Pour la période 1971-2000, la température annuelle moyenne est de 13 °C, avec une amplitude thermique annuelle de 13,8 °C. Le cumul annuel moyen de précipitations est de 1 093 mm, avec 12,7 jours de précipitations en janvier et 7,4 jours en juillet. Pour la période 1991-2020, la température moyenne annuelle observée sur la station météorologique la plus proche, située sur la commune de Pissos à 19 km à vol d'oiseau, est de 13,7 °C et le cumul annuel moyen de précipitations est de 1 031,6 mm,. Pour l'avenir, les paramètres climatiques de la commune estimés pour 2050 selon différents scénarios d’émission de gaz à effet de serre sont consultables sur un site dédié publié par Météo-France en novembre 2022.

## Urbanisme

### Typologie
Au 1er janvier 2024, Lüe est catégorisée commune rurale à habitat dispersé, selon la nouvelle grille communale de densité à sept niveaux définie par l'Insee en 2022.
Elle est située hors unité urbaine. Par ailleurs la commune fait partie de l'aire d'attraction de Biscarrosse, dont elle est une commune de la couronne,. Cette aire, qui regroupe 7 communes, est catégorisée dans les aires de moins de 50 000 habitants,.

### Risques majeurs
Le territoire de la commune de ¨Lüe est vulnérable à différents aléas naturels : météorologiques (tempête, orage, neige, grand froid, canicule ou sécheresse), feux de forêts, mouvements de terrains et séisme (sismicité très faible). Il est également exposé à un risque technologique, le transport de matières dangereuses. Un site publié par le BRGM permet d'évaluer simplement et rapidement les risques d'un bien localisé soit par son adresse soit par le numéro de sa parcelle.

#### Risques naturels
¨Lüe est exposée au risque de feu de forêt. Depuis le 20 avril 2016, les départements de la Gironde, des Landes et de Lot-et-Garonne disposent d’un règlement interdépartemental de protection de la forêt contre les incendies. Ce règlement vise à mieux prévenir les incendies de forêt, à faciliter les interventions des services et à limiter les conséquences, que ce soit par le débroussaillement, la limitation de l’apport du feu ou la réglementation des activités en forêt. Il définit en particulier cinq niveaux de vigilance croissants auxquels sont associés différentes mesures,.
Les mouvements de terrains susceptibles de se produire sur la commune sont des tassements différentiels.

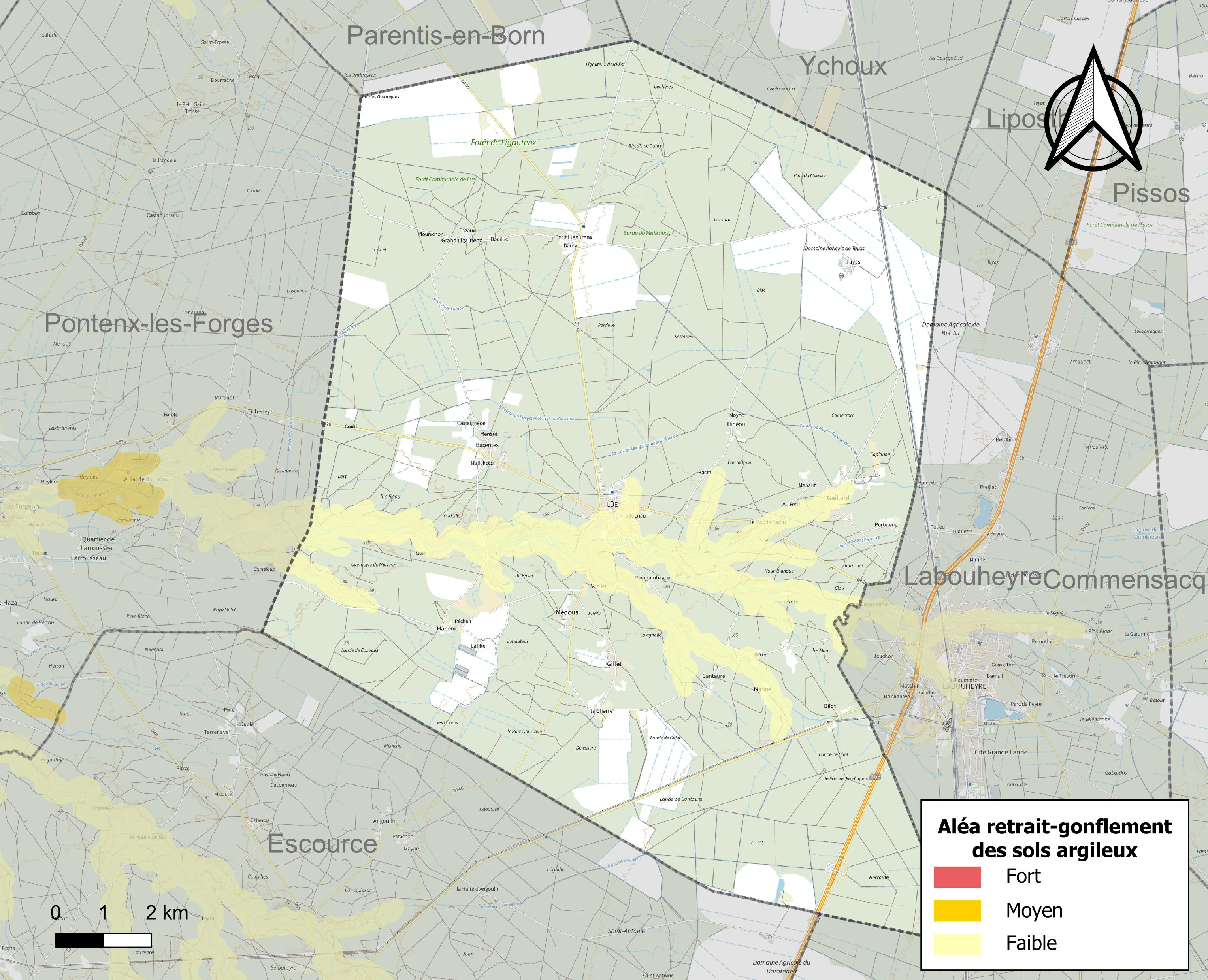
Carte des zones d'aléa retrait-gonflement des sols argileux de ¨Lüe.

Le retrait-gonflement des sols argileux est susceptible d'engendrer des dommages importants aux bâtiments en cas d’alternance de périodes de sécheresse et de pluie. Aucune partie du territoire de la commune n'est en aléa moyen ou fort (19,2 % au niveau départemental et 48,5 % au niveau national). Sur les 351 bâtiments dénombrés sur la commune en 2019, aucun n'est en aléa moyen ou fort, à comparer aux 17 % au niveau départemental et 54 % au niveau national. Une cartographie de l'exposition du territoire national au retrait gonflement des sols argileux est disponible sur le site du BRGM,.
La commune a été reconnue en état de catastrophe naturelle au titre des dommages causés par les inondations et coulées de boue survenues en 1999 et 2009 et par des mouvements de terrain en 1999.

#### Risques technologiques
Le risque de transport de matières dangereuses sur la commune est lié à sa traversée par une ou des infrastructures routières ou ferroviaires importantes ou la présence d'une canalisation de transport d'hydrocarbures. Un accident se produisant sur de telles infrastructures est susceptible d’avoir des effets graves sur les biens, les personnes ou l'environnement, selon la nature du matériau transporté. Des dispositions d’urbanisme peuvent être préconisées en conséquence.

## Toponymie
Le nom officiel de la commune, défini dans le Code officiel géographique est « Lüe »
. Localement, la graphie « Luë » est utilisée.
Son nom occitan est « Lua ».

## Histoire
Dans le cartulaire de Dax, la paroisse est désignée sous le nom de Luna.
Au cours du Moyen Âge,  Lüe est, au même titre que Mimizan ou Saint-Girons, une des rares sauvetés landaises. Une sauveté est alors une zone de refuge délimitée autour d'une église par plusieurs bornes. À l'intérieur de ce périmètre, il était interdit de poursuivre les fugitifs.
Une partie des terres de la commune est achetée par Napoléon III pour constituer son domaine impérial de Solférino, qui devient une commune à part entière en 1863. L'activité de gemmage marque le XIXe siècle et le début du XXe siècle. Plusieurs quartiers possèdent des maisons landaises typiques entourées d'airials entretenus. La dernière cabane de résinier, entièrement restaurée, est visible à Galiane.

## Politique et administration
Depuis 2014, Patricia Cassagne (sans étiquette) est maire de la commune, poste auquel elle a été réélue en 2020[réf. souhaitée].

## Démographie
| 1793 | 1800 | 1806 | 1821 | 1831 | 1836 | 1841 | 1846 | 1851 |
| ---- | ---- | ---- | ---- | ---- | ---- | ---- | ---- | ---- |
| 539  | 493  | 503  | 635  | 696  | 775  | 790  | 865  | 860  |

| 1856 | 1861 | 1866 | 1872 | 1876 | 1881 | 1886 | 1891 | 1896 |
| ---- | ---- | ---- | ---- | ---- | ---- | ---- | ---- | ---- |
| 861  | 893  | 906  | 922  | 884  | 895  | 888  | 895  | 922  |

| 1901 | 1906 | 1911 | 1921 | 1926 | 1931 | 1936 | 1946 | 1954 |
| ---- | ---- | ---- | ---- | ---- | ---- | ---- | ---- | ---- |
| 898  | 891  | 891  | 770  | 702  | 670  | 646  | 568  | 503  |

| 1962 | 1968 | 1975 | 1982 | 1990 | 1999 | 2006 | 2011 | 2016 |
| ---- | ---- | ---- | ---- | ---- | ---- | ---- | ---- | ---- |
| 453  | 426  | 347  | 371  | 415  | 464  | 493  | 510  | 562  |

| 2021 | 2022 | - | - | - | - | - | - | - |
| ---- | ---- | - | - | - | - | - | - | - |
| 597  | 613  | - | - | - | - | - | - | - |

## Économie
L'économie repose essentiellement sur la production agricole et l'exploitation forestière. Sur la route de Mimizan, dans le quartier de Baxentes, l'élevage de canards offre un panel de productions bien landaises (foie gras, confits, magrets).

## Lieux et monuments
Le patrimoine historique se compose des sites suivants :
- Chêne de Cantaure : labellisé « Arbre remarquable de France » le 6 mai 2011. Il date au moins du XIVe siècle
- Église Saint-Pierre-et-Saint-Michel de Lüe
- Quatre croix de sauveté visibles à proximité de l'église et délimitaient un périmètre « droit d'asile » dès le XIIe siècle
- Fontaine Saint-Michel est accessible dans le bourg. L'autre source (Saint-Pierre) se situe à 800 m du village. Ces deux sources de Luë, que l'on dit souveraines contre tout problème de peau, ne peuvent se dissocier du recours aux Recommandaïres.

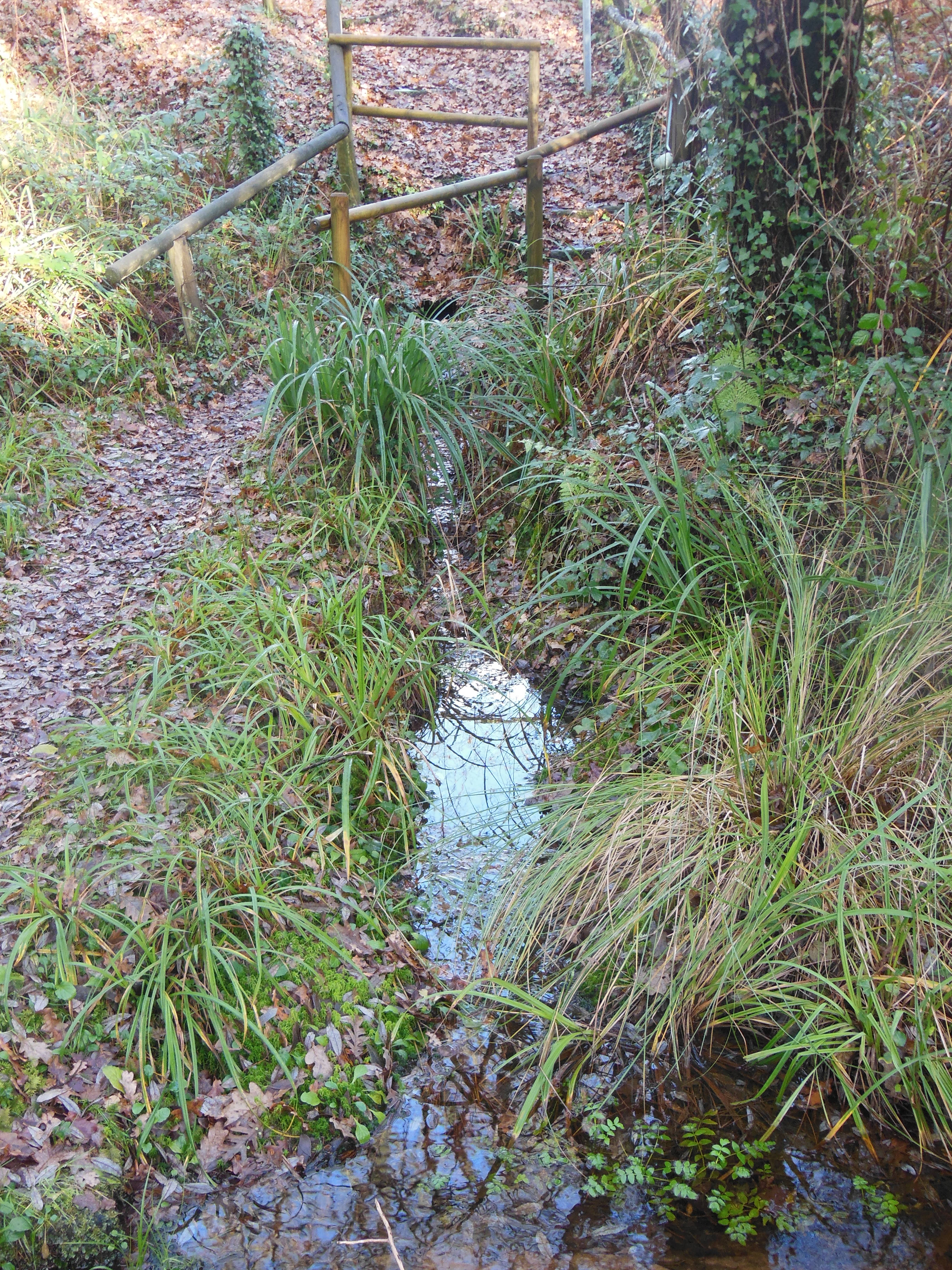
La source, qui se jette dans le ruisseau de Canteloup.
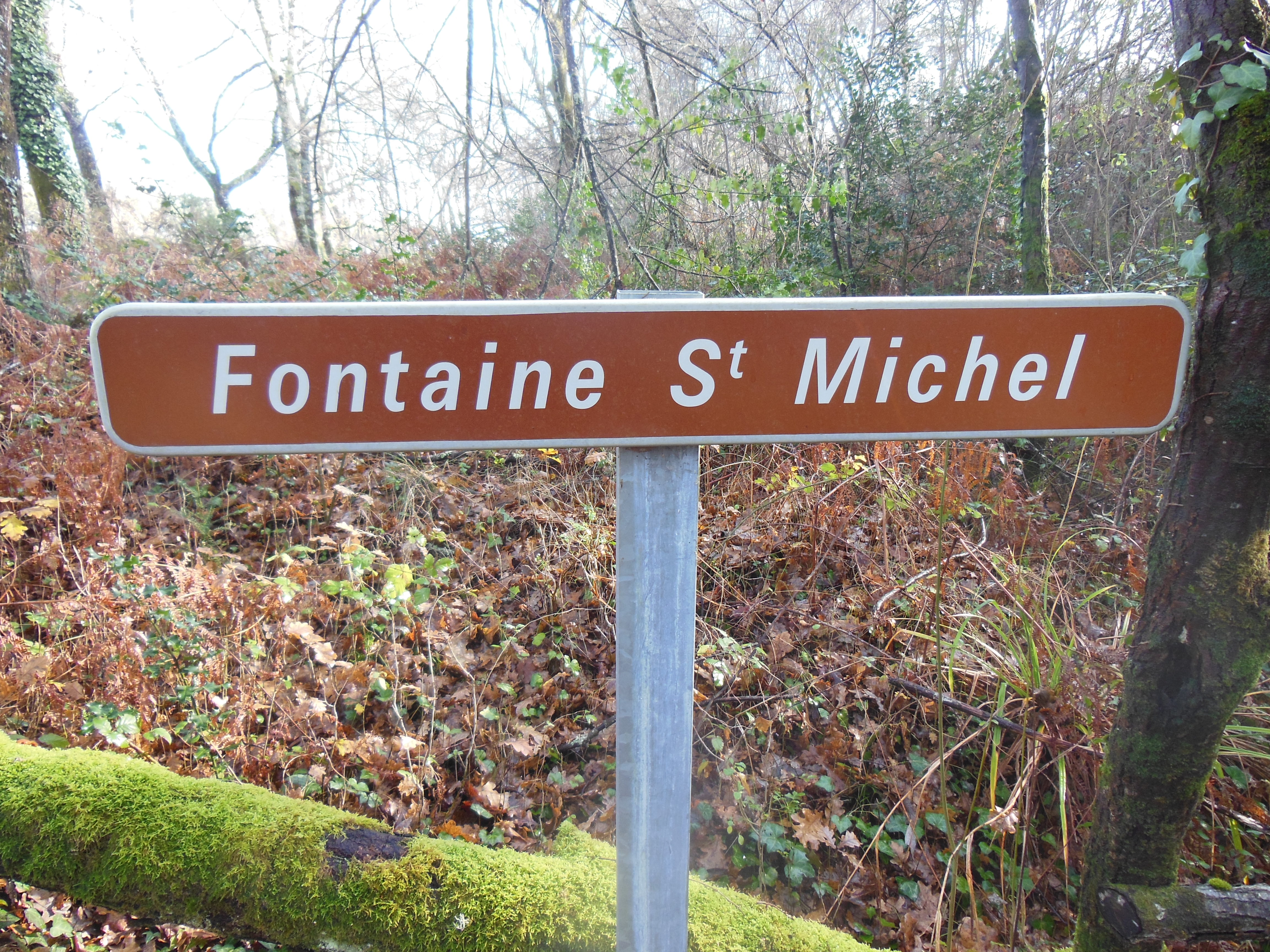
Panneau de signalisation.
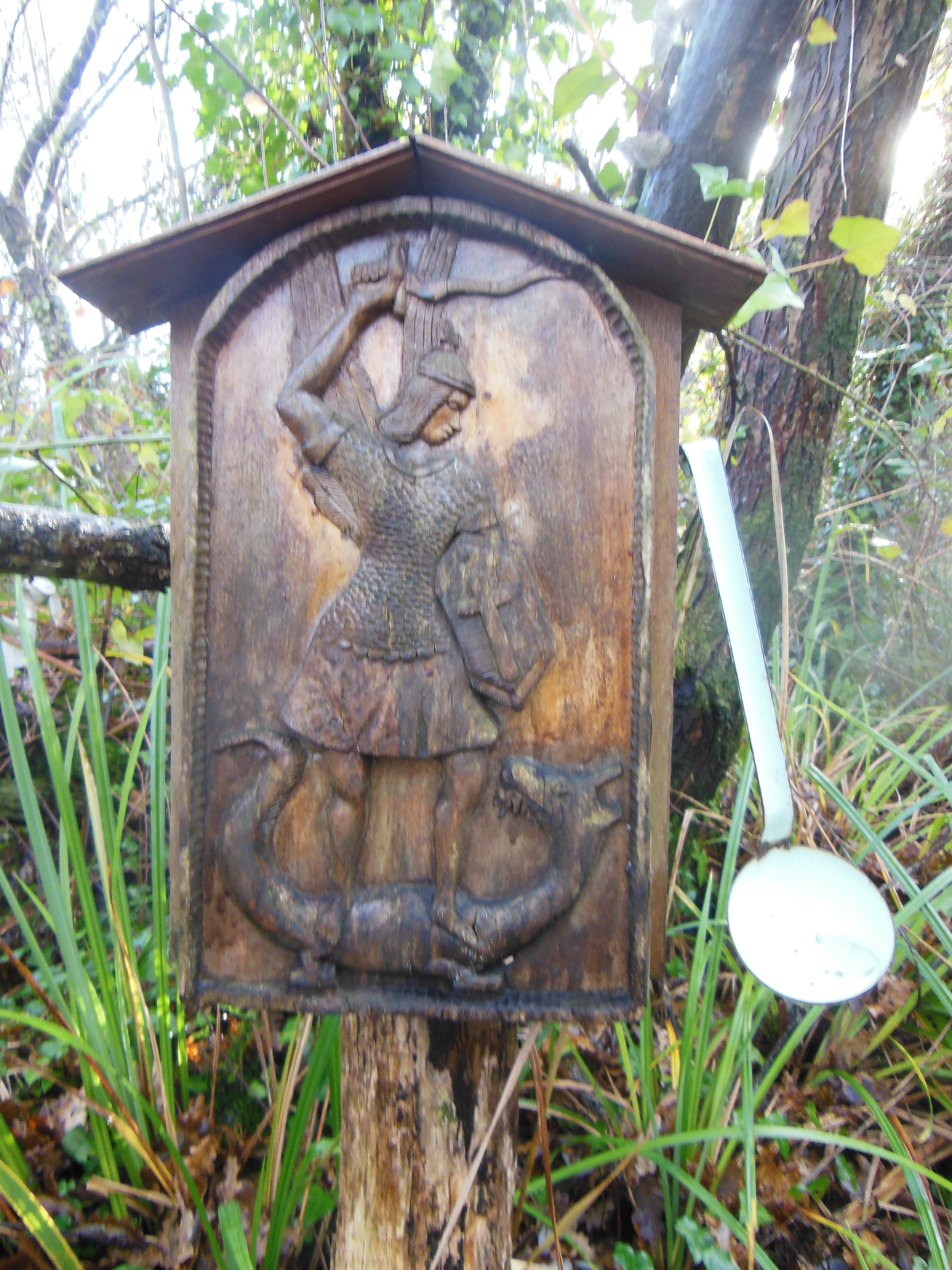
Panneau de bois représentant l'archange.
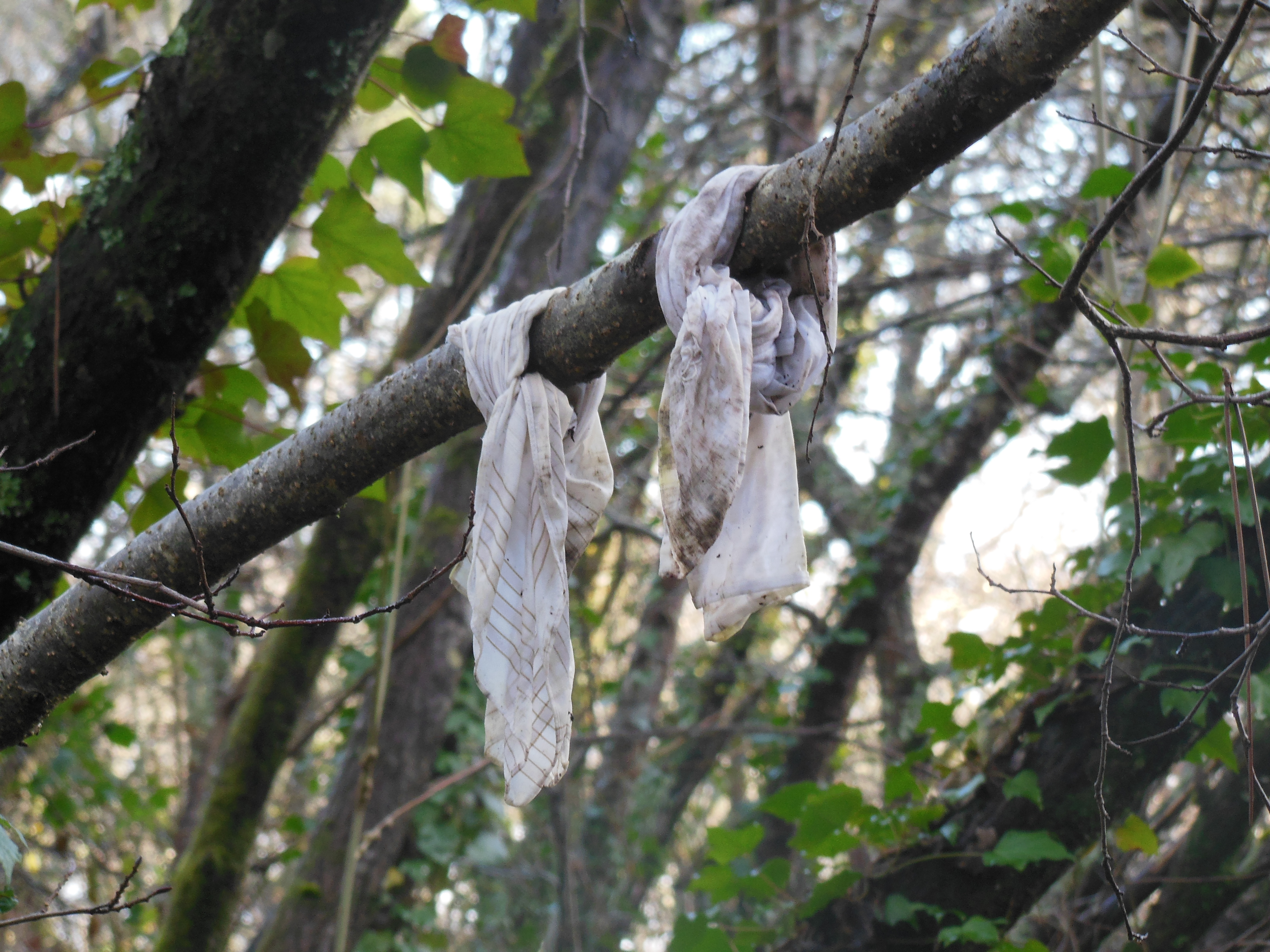
Linges ayant servi aux soins.

- Stèle Henri François Béconnais : érigée en mémoire du champion cycliste et automobile Henri François Béconnais, mort le 2 juillet 1904 dans un accident lors d'un entraînement. La stèle, réalisée par l'architecte bordelais Cyprien Alfred-Duprat, est financée par le journal L'Auto et se situe dans le quartier Bérroute, à proximité de l'A63.

## Personnalités liées à la commune
- Henri Béconnais, coureur cycliste, motocycliste et automobile français mort dans la commune le 2 juillet 1904.